# چان سانتوخی
چان سانتوخی (انگلیسی: Chan Santokhi؛ زادهٔ ۳ فوریهٔ ۱۹۵۹) سیاستمدار اهل سورینام است.